# Verwaltungsgemeinschaft Erkheim
Die Verwaltungsgemeinschaft Erkheim im schwäbischen Landkreis Unterallgäu besteht seit der Gemeindegebietsreform am 1. Mai 1978. Ihr gehören als Mitgliedsgemeinden an:
1. Erkheim, Markt, 3147 Einwohner, 32,16 km²
2. Lauben, 1392 Einwohner, 18,40 km²
3. Kammlach, 1835 Einwohner, 26,72 km²
4. Westerheim, 2248 Einwohner, 21,16 km²

Sitz der Verwaltungsgemeinschaft ist Erkheim.
Bei der Gründung gehörte auch die Gemeinde Sontheim der Verwaltungsgemeinschaft an, wurde jedoch zum 1. Januar 1980 entlassen und ist seither Einheitsgemeinde mit eigener Verwaltung.